# Grupo de las Ocho
El Grupo de las Ocho (en inglés: Group of Eight o Go8) es una coalición de las principales instituciones de educación superior australianas, intensivas en investigación e inclusivas en educación general y profesional. Fue establecida como una red informal de vicecancilleres en 1994, y fue fundada formalmente en 1999.
El objetivo del Go8 es el de mejorar la contribución de las universidades miembros al bienestar y la prosperidad social, económica, cultural y del medio ambiente de la nación y extender la contribución de sus miembros a la generación y conservación del conocimiento mundial.
Todos los campus principales de las universidades miembros están ubicados en las seis ciudades capitales más grandes de Australia o la capital del país en el caso de la Universidad Nacional Australiana.

## Miembros
| Universidad                               | Ubicación      | Año de fundación | Ranking Mundial de las Universidades del Mundo de TIME 2012–2013 | Ranking Académico de las Universidades del Mundo 2012–2013 | QS World University Rankings 2012–2013 |    |    |    |
| ----------------------------------------- | -------------- | ---------------- | ---------------------------------------------------------------- | ---------------------------------------------------------- | -------------------------------------- | -- | -- | -- |
| Universidad                               | Ubicación      | Año de fundación | Universidad Nacional Australiana (ANU)                           | Canberra, ACT                                              | 1946                                   | 37 | 64 | 24 |
| Universidad de Monash                     | Melbourne, VIC | 1958             | 99                                                               | 101–150                                                    | 61                                     |    |    |    |
| Universidad de Adelaida                   | Adelaida, SA   | 1874             | 176                                                              | 201–300                                                    | 102                                    |    |    |    |
| Universidad de Melbourne                  | Melbourne, VIC | 1853             | 28                                                               | 57                                                         | 36                                     |    |    |    |
| Universidad de Nueva Gales del Sur (UNSW) | Sídney, NSW    | 1949             | 85                                                               | 101–150                                                    | 52                                     |    |    |    |
| Universidad de Queensland (UQ)            | Brisbane, QLD  | 1909             | 65                                                               | 90                                                         | 46                                     |    |    |    |
| Universidad de Sídney (USYD)              | Sídney, NSW    | 1850             | 62                                                               | 93                                                         | 39                                     |    |    |    |
| Universidad de Australia Occidental (UWA) | Perth, WA      | 1911             | 190                                                              | 96                                                         | 79                                     |    |    |    |